# エイシス
株式会社エイシス（英: EISYS,inc.）は、東京都千代田区に本社を置き、二次元総合ダウンロードショップ「DLsite」を運営する日本の企業。
株式会社viviONの完全子会社。

## 概要
エイシスの主力サービスである「DLsite」は、猫好きの創業者が猫好きな人との交流を目的に立ち上げたパソコン通信になぜか「猫耳好き」が集まって猫耳女子のCGを投稿し始めたことからやがて方針転換して、1996年に日本初の同人ダウンロードショップとしてパソコン通信上でスタートした。初めて1本の作品が売れたのは、サービス開始から約2週間後だった。軌道に乗るまでは測量業などを行っていた。

## 沿革
- 1994年11月9日 - 有限会社アオキシステムとして東京都江戸川区船堀で設立。
- 1996年7月 - 同人作品オンライン販売サイト「ソフトアイランド」を提供開始。
- 2001年
  - 1月 - ソフトアイランドが「DLsite.com」に移転し、サービス名をディーエルサイトコムに変更。
  - 5月1日 - 有限会社アオキシステムから株式会社エイシスに組織変更。
- 2003年3月 - デジタルメディアマート（現・DMM.com）と提携し、他店舗販売サービスを開始。
- 2004年2月 - DLsite.com、英語版のサービスを開始。
- 2005年
  - 1月 - 株主変更により株式会社ライブドアの完全子会社となる。
  - 2月 - 商業美少女ゲームカテゴリー「DLsite Professional 」を提供開始。
  - 3月 - コスプレ写真集カテゴリー「DLsite Cosplay」を提供開始。
  - 11月 - 同人ダウンロード販売サイト「花まるネット」「DL FUN」を譲受。
- 2006年8月 - 女性向けカテゴリー「DLsite Hanamaru」を開設。
- 2007年
  - 2月 - 東京都千代田区神田紺屋町15番地に本社移転。
  - 4月 - ライブドアの持株会社化に伴い新設された株式会社ライブドア（現 NHNテコラス）の完全子会社となる。
- 2008年4月 - 電子書籍カテゴリー「DLsite Books」を提供開始。
- 2009年
  - 2月 - オタク系イベント情報サイト「同人.com」を提供開始。
  - 3月 - モバイル版DLsite 「DLsite Mobile」を提供開始。
  - 5月 - 価格訴求型ダウンロード販売サービス「GAME999」を提供開始。
  - 7月 - インターネットラジオ番組DLラジオを提供開始。
  - 9月 - 株式会社ライブドア（現 NHNテコラス）とサークル登録用ブログサービス「DLsite blog」を提供開始（2020年5月28日サービス終了）。
- 2010年
  - 4月 - ノベル・ゲームの作成・公開サイト「ノベルメイド」を提供開始（2013年12月9日サービス終了）。
  - 5月 - 株式移転により株式会社LDHの直接子会社となる[10]。
  - 5月 - 株式譲渡により株式会社ゲオの完全子会社となる[10]。
  - 9月 - モバイル版女性向けサービス 「Girl's Maniax」をサービス開始。[11]
- 2011年
  - 9月 - 「DLsite.com」のスマートフォン向けサービスを開始。
  - 11月 - ゲオグループの持株会社制に移行に伴い、親会社が株式会社ゲオホールディングスに商号変更。
- 2012年
  - 5月 - マルチプラットフォームアドベンチャーゲームエンジン「Almight(オールマイト)」をリリース。
  - 8月 - 東京都千代田区外神田3丁目14番10号秋葉原HFビル5階に本社移転。
- 2013年
  - 3月 - 即売会広告出稿サービスを開始。
  - 4月 - 美少女ソーシャルゲーム用プラットフォーム『にじよめ』を提供開始。
  - 9月 - CuriousFactoryと提携してクリエイティブプロジェクトに特化したローカライズサービスの提供開始。
  - 12月 - 体験版ポータルサイト『chobit(ちょびっと)』をサービス開始。
- 2014年7月 - ゲイ向け作品販売サービス「DLsite G」をサービス開始。
- 2015年
  - 3月 - 美少女ソーシャルゲーム用プラットフォーム『にじよめ』PC版を提供開始。
  - 3月 - ブラウザ視聴サービス「DLsite Play」を提供開始。
  - 5月 - MAGES.と共同でPCブラウザゲーム「超銀河船団」を提供開始。
- 2016年
  - 3月 - 販売パートナーサイト閉鎖に伴い他店舗販売サービスを停止。
  - 4月 - 二次元VR専門ストア「DLsite VR」を提供開始。iOS/Android向けVRアプリ「なごみの耳かきVRを配信開始。
  - 5月 - 台湾の協力会社TAIWAN G2 Corporationが「DLsite.com台灣版」を提供開始。
  - 8月 - 米国カリフォルニア州のImagineVR Inc.へ出資し業務提携を締結[12]。
  - 9月 - みんなで作る二次元情報サイト『DLチャンネル』を提供開始。
  - 12月 - DLsite.com、英語版会員10万人突破。
- 2017年
  - 1月 - ニコニコチャンネル内に「にじよめチャンネル」を開設。
  - 3月 - PC向けアプリ「DLsite Nest」のベータ版を公開。
  - 5月 - PCゲームレンタル事業『DLsite レンタル』を全国のゲオショップで開始 [13]。
  - 6月 - DLsite.comのユーザー登録数が100万人を突破。
- 2018年
  - 2月 - アメリカValve社が運営するゲームプラットフォーム『Steam』にパブリッシャーとして参入[14]。
  - 4月 - クリエイター支援プラットフォーム『Ci-en』をサービス開始[15]。
  - 5月 - Valve社が運営するゲームプラットフォーム『Steam』での パブリッシング作品公募を開始[16]。
  - 6月 -  東京都千代田区岩本町2丁目4-10アイセ岩本町ビル3階に本社移転[17]。
- 2019年
  - 1月 - DLsite.comのサービス名称を「DLsite」に変更[18]。
  - 3月 - アイテム取り置き管理サービス『トリオキニ』の事業譲受。4月1日より運営開始[19]。
  - 8月 - 音声収録スタジオ『DLsiteスタジオ』を開設し、スタジオ事業を開始[20]
  - 11月1日 -  有限会社イエローテイルより声優のマネジメント事業及び声優育成を目的とした養成所事業を譲受し、同事業を運営する子会社株式会社イエローテイルを設立。同時に株式会社イエローテイルは有限会社ロックンバナナと業務提携契約を締結[21]。
  - 11月1日 - 声優事務所「Eisysプロダクション」を開始
  - 12月2日 - 東京都千代田区神田練塀町300番地住友不動産秋葉原駅前ビル12階・13階に本社移転[22]
  - 12月11日 - 株式会社SUIHEIよりASMR専用動画アプリ「ZOWA」を事業譲受[23]。
  - 12月17日 - スマートフォン向けゲームアプリ『にじいろLive』のApp Store及びGoogle Playでの配信を開始[24]。ネイティブアプリのパブリッシング事業に参入。
- 2020年
  - 1月29日 - ゲームプラットフォーム『DLsiteにじよめ』、『DLsiteにじGAME』としてリニューアル
  - 2月13日 - iOS及びAndroid向け3DアクションRPG『ドラゴンブレイク』の配信を開始[25]
  - 4月1日 - 株式会社トライデントワークスより事業を譲り受け、同社事業を移管した新たな子会社「株式会社トライシス」を設立
  - 6月1日 - 子会社である株式会社イエローテイルの商号を株式会社zowieQ(ゾウィーク)へと変更
- 2021年
  - 4月 - 株式会社forcs（旧・株式会社ゲオインタラクティブ）を子会社化[1]
  - 4月8日 - 電子コミックストア「DLsite comipo」をリリース[26]
  - 9月 - 音声配信プラットフォーム「OTOBANANA（オトバナナ）」を事業譲受
  - 10月1日 - 株式移転により、親会社となる株式会社viviONを設立。
  - 11月9日 - 世界中にマンガ・音声作品を届けたい原作者と翻訳者をつなげるサービス「みんなで翻訳」が開始[27]
  - 12月1日 - 吸収分割により、株式会社viviONに株式会社エイシスの一部事業（電子コミックストア「DLsite comipo」、音声収録スタジオ「DLsite スタジオ」ASMR専用動画サービス「ZOWA」、コンテンツレーベル「viviON（現viviON enter）」、電子コミック専用レーベル「comipo comics」、コンテンツレーベル「GIRLSMANIAX」）及び子会社3社の株式を承継[28]。
- 2023年
  - 3月 - DLsiteで購入した音声作品をアプリ上を視聴できる、DLsiteユーザーの為のクライアントアプリ「DLsite Sound」を提供開始[29]。
  - 11月 - iPhoneでDLsiteの同人ゲームがプレイできるアプリ「DL Play Box」を提供開始[30]
- 2024年4月 - 紙書籍出版レーベル「DLsite書房」を創刊[31]

## 主なサービス

### DLsite
同人誌、同人ゲーム、音声作品、PCゲーム、電子書籍等のデジタルコンテンツを取り扱っている二次元総合ダウンロードショップ。

### DLsiteにじGAME
PC・スマートフォン対応のオンラインゲームプラットフォーム。

### DLチャンネル
まとめ記事作成や掲示板機能が充実した二次元情報サイト

### Ci-en
クリエイターに対して、金銭的な支援を送ることができるクリエイター支援プラットフォーム

### トリオキニ
同人誌即売会やイベントで販売されるアイテムについて、事前に取り置きの受付・依頼を行えるWEBサービス

### chobit
動画・音声・音楽・コミックなどの体験版ポータルサイト

### OTOBANANA
オトナの音声配信プラットフォーム

### DLsite書房
DLsite＆DLsiteがるまにの大人向け作品を書籍化している出版レーベル
- DLsite COMICS - 男性向けレーベル
- がるまに LIME - BLレーベル
- がるまに PEACH - TLレーベル

### オンラインゲーム
- にじいろLive[32]
- 神刃姫：改[33]

#### 終了したオンラインゲーム
- ドラゴンブレイク[34]
- バブル＆ドールズ[35]
- 舞歌ファンタジア[36][37]

## 廃止された事業

### Eisysプロダクション
エイシスが母体となる声優事務所。2019年11月に有限会社ロックンバナナの声優プロダクション「ロックンバナナアクターズ」からの移籍により活動を開始。

#### 元所属声優
- 宮沢ゆあな - 2021年1月16日をもって退所[39]。フリーとして活動[40]。
- 民安ともえ - 2021年3月31日をもって退所[39]。フリーとして活動[41]
- 倉下撫子 - 2021年3月31日をもって退所[39]。フリーとして活動[42]。
- 浜本郁香 - 2021年10月31日をもって退所[39]。
- 田中理々 - 2021年10月31日をもって退所[39]。
- 戸成千恵美 - 2021年11月30日をもって退所[39]。